# Ленин ранч
Ленин ранч (фр. Le Ranch, енгл. The Ranch) је француско-немачка анимирана серија. Урађена је у продукцији Télé Images Productions. Са емитовањем прва сезона кренула је 31. октобра 2012. године, а друга 10. јануара 2016. године. Обе сезоне имају по 26 епизода, што је укупно 52 епизоде.
У Србији, Хрватској, Црној Гори, Босни и Херцеговини и Северној Македонији синхронизована на српски језик серија је кренула са емитовањем на Минимакс ТВ . Прву сезону синхронизовао је студио Кларион, а другу студио Студио. Уводна шпица коју је синхронизовао студио Кларион и коју изводи Никола Ристановски коришћена је и у Студијевој синхронизацији.

## Улоге
| Лик     | Кларион (С1)         | Студио (С2)                |
| ------- | -------------------- | -------------------------- |
| Лена    | Зорица Панчић        | Маријана Живановић Чубрило |
| Ана     | Бојана Ангелевска    | Снежана Јеремић Нешковић   |
| Анђело  | Никола Ристановски   | Милош Ђуричић              |
| Хуго    | Дејан Лилић          | Милан Тубић                |
| Саманта | Снежана Конеска Руси | Јелена Ђорђевић Поповић    |
| Вина    | Снежана Конеска Руси | Јелена Ђорђевић Поповић    |
| Рејчел  | Снежана Конеска Руси | Снежана Јеремић Нешковић   |
| Кевин   | Дејан Лилић          | Маријана Живановић Чубрило |